# Droit de triage
Pour les articles homonymes, voir Triage.
Le droit de triage est un usage de l'Ancien Régime concernant la forêt.
Selon l'ordonnance sur le fait des Eaux et Forêts, prise par Louis XIV en août 1669, le seigneur donateur ou ses descendants pouvait réclamer le tiers des bois, landes, marais et prés qu'il avait concédés gratuitement et sans impôt à une communauté d'habitants. Jacques-Joseph Baudrillart précise que « pour que le tiers pût être distrait du profit des seigneurs, il fallait que les bois ou autres biens communaux fussent de leur concession gratuite, sans charge d'aucun cens, redevance, prestation ou servitude, et que les deux autres tiers fussent suffisant pour l'usage de la paroisse, sinon le partage ne pouvait avoir lieu ». Dans le cas contraire (concession non gratuite, par exemple à cens), le seigneur peut engager une procédure de cantonnement. Ces procédures sont souvent hâtées par la volonté du seigneur de conforter son accès au bois afin d'installer des forges. C'est le but que poursuit notamment « Antoine d'Oiselay, représentant de l'une des principales familles comtoises, lorsqu'il abandonna en 1582 certains cantons de forêt sur la rive gauche de la Saône ».